# Anacoco
Anacoco es una villa ubicada en la parroquia de Vernon en el estado estadounidense de Luisiana. En el Censo de 2010 tenía una población de 869 habitantes y una densidad poblacional de 108,58 personas por km².

## Geografía
Anacoco se encuentra ubicada en las coordenadas 31°15′29″N 93°20′49″O / 31.25806, -93.34694. Según la Oficina del Censo de los Estados Unidos, Anacoco tiene una superficie total de 8 km², de la cual 7.98 km² corresponden a tierra firme y (0.23%) 0.02 km² es agua.

## Demografía
Según el censo de 2010, había 869 personas residiendo en Anacoco. La densidad de población era de 108,58 hab./km². De los 869 habitantes, Anacoco estaba compuesto por el 93.21% blancos, el 1.84% eran afroamericanos, el 3.11% eran amerindios, el 0.81% eran asiáticos, el 0.12% eran isleños del Pacífico, el 0% eran de otras razas y el 0.92% pertenecían a dos o más razas. Del total de la población el 2.99% eran hispanos o latinos de cualquier raza.